# Kapfenberg
Kapfenberg är en stadskommun  i distriktet Bruck-Mürzzuschlag i förbundslandet Steiermark i Österrike.  Kapfenberg ligger vid floden Mürz i de östra delarna av Alperna. Avståndet till Wien är ungefär 120 kilometer och till Graz 45 kilometer.

## Historia
Spår av fasta bosättningar kan dateras till den yngre stenåldern (5000–3000 f.Kr.) Under romartiden ingick området i provinsen Noricum. Efter Västromerska rikets fall och med den efterföljande folkvandringen började slaviska stammar att bosätta sig i området.

### Medeltiden
Under medeltiden började invandringen av Bavarier och under 800-talet införlivades regionen hertigdömet Bayern och Frankerriket.
Under 1100-talet upprättade adelssläkten Stubenberger en borg (Chastrum chaffenberch) vilket också ledde till utvecklingen av ett större samhälle nedanför borgen. Det strategiska läget på en viktig handelsrutt mellan Donauområdet och Italien påskyndade utvecklingen ytterligare. Under 1300-talet fick Chapfinberch (Kapfenberg) tull- och marknadsrättigheter.

### Modern tid

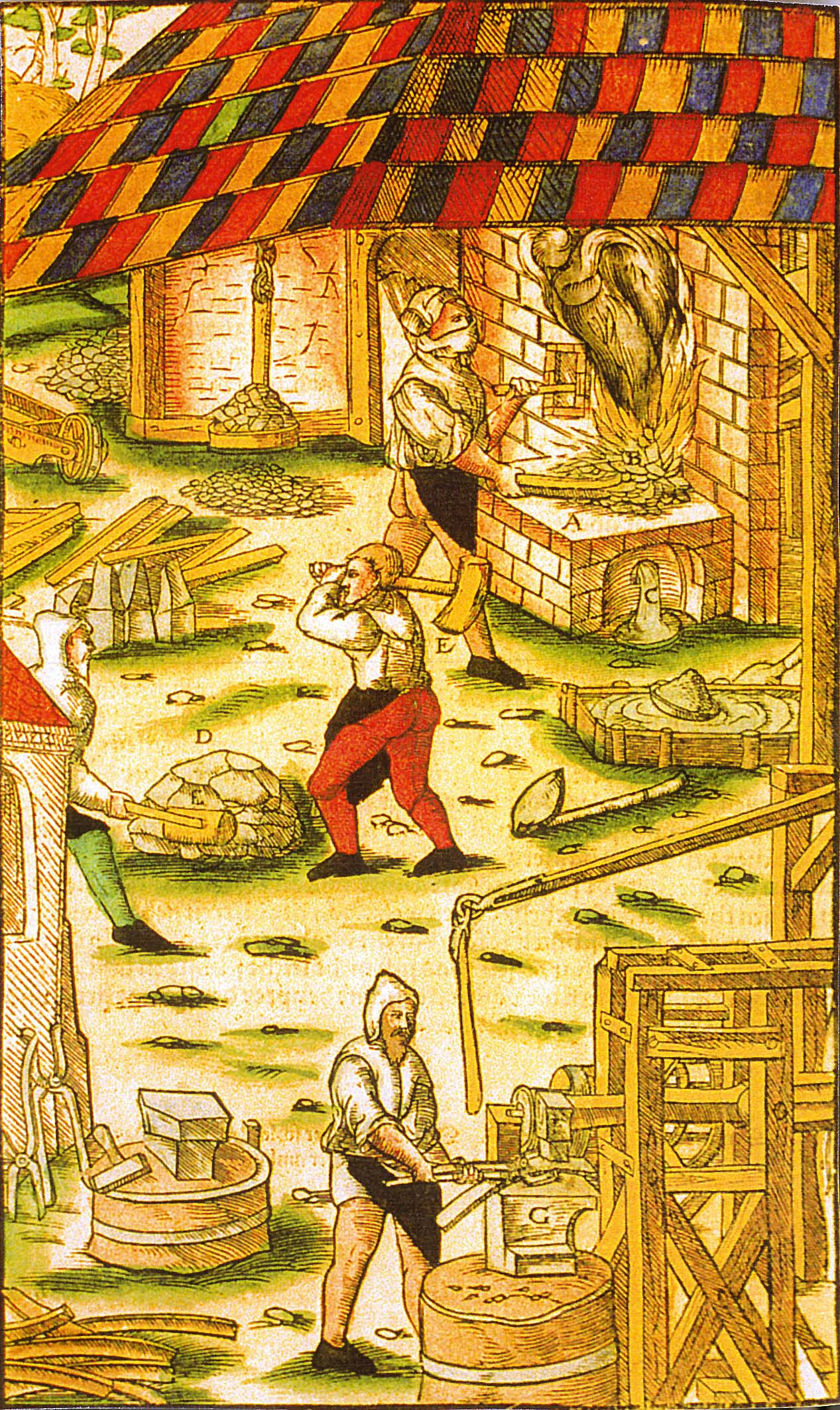
Järnbruk under 1500-talet.

Under 1500-talet började man i regionen med bearbetning av järn. Råjärn fraktades från Vordernberg till mindre järnbruk i området och med det började en lång tradition av järnindustri i staden.
Under 1500-talet spred sig protestantism i området, vilket ledde till motsättningar med den stränga katolska landsfursten. Motreformationen under 1600-talet ledde till att den lokala protestantiska adeln och borgare utvisades. Under 1600-talet hotades området av turkiska infall och flera pestepidemier.

### Industrialisering
1841 började byggandet på järnvägen mellan Wien och Graz i Kapfenberg (Sydbanan). Järnvägen färdigställdes 1857 vilket möjliggjorde transporter till hamnstaden Trieste.
Under den andra hälften av 1800-talet började också industrialisering av området. Ur ett antal mindre järnbruk bildade Franz Mayr 1854 ett gemensamt bolag. 1859 byggdes här den första martinugnen för järnframställning i de tysktalande länderna. Fabriken såldes vidare till andra bolag. 1894 köpte bröderna Böhler ett gjuteri i Kapfenberg. Utvecklingen av orten knöts allt starkare till Böhler-verkens framgångar.

### Världskrigen och mellankrigsåren
Kapfenberg gynnades av efterfrågan på stål- och järnprodukter under första och andra världskriget. Antalet arbetare ökade fram till slutet av första världskriget till 7 500, därav ett stort antal krigsfångar. Efter kriget minskade antalet arbetare till knappt en tredjedel. Arbetslösheten var hög och det byggdes ett antal "nödbostäder". Kapfenberg blev upphöjd till stad år 1924. De sociala spänningarna ökade under andra hälften av 1920-talet. Vid val av fackliga representanter hos Böhler-verken var det våldsamma konflikter.
Spänningarna mellan socialistiska och nationalistiska/fascistiska grupperingar tilltog i Österrike och så även i Kapfenberg. NSDAP höll ett landsmöte i Kapfenberg år 1929. 1931 kom det ett kuppförsök av den högerorienterade Heimwehr som krävde två dödsfall i Kapfenberg. Under februariupproret 1934 var det väpnade konflikter mellan den republikanska "Schutzbund" (en socialistisk paramilitär organisation) och militären som löd den diktatoriska Dollfuss-regeringen i Kapfenberg.
Efter Anschluss år 1938 expanderande industrin i Kapfenberg för att tillgodose den militära efterfrågan. Under kriget fanns det återigen många tvångsarbetande krigsfångar på orten. Under slutet av kriget bombades staden flera gånger. Det fanns också en antinazistisk motståndsgrupp med flera hundra medlemmar aktiva i trakten. En av ledarna, Anton Buchalka, avrättades 1941 i Berlin. Kapfenberg befriades den 9 maj 1945 av sovjetiska soldater.

### Efterkrigstid
I juli 1945 övertog brittiska armén kontrollen över området. En stor del av industrin var förstörd. Den österrikiska regeringen bestämde 1946 att förstatliga stålindustrin i Österrike däribland Böhler-verken i Kapfenberg.
Staden återuppbyggdes och orten utvecklades snabbt under 1950- och 1960-talet. En vägtunnel genom Slottsberget (Schlossberg) öppnades 1957. Kapfenbergs Sportförening (KSV) grundades 1947 och stadens idrottsarena invigdes 1950. 1963 fick Kapfenberg ett tekniskt gymnasium.
Fram till 1973 hade ortens industri och näringsliv upplevt en mycket god utveckling. Befolkningen hade växt till 26 000 personer. Oljekrisen och stålkrisen ledde dock till en långvarig nedåtgående utveckling för Kapfenberg. Många anställda förlorade sina jobb under 1980-talet när olika anläggningar lades ner.
I slutet av 1980-talet satsades det på olika strukturåtgärder. Det grundades en industripark och bolaget Böhler återuppstod ur resterna av den statliga koncernen Vöest-Alpine. 1991 fusionerades Böhler Ges.m.b.H med den svenska Uddeholm-koncernen och fick namnet Böhler-Uddeholm.

## Kommunen
Kommunen har 22 080 invånare (2024) och består av 16 orter (Ortschaften) (inom parentes invånarantal 1 januari 2024):

- Arndorf (333)
- Deuchendorf (5 433)
- Diemlach (2 072)
- Einöd (124)
- Göritz (595)
- Hafendorf (6 004)
- Kapfenberg (3 044)
- Krottendorf (175)
- Parschlug (1 161)
- Pönegg (8)
- Pötschach (86)
- Pötschen (48)
- Sankt Martin (2 418)
- Schörgendorf (166)
- Stegg (37)
- Winkl (376)

Kommunen fick sin nuvarande form den 1 januari 2015 genom en sammanslagning av kommunerna Kapfenberg och Parschlug.

## Näringsliv
I Kapfenberg är Voestalpine-koncernens dotterbolag Böhler en dominerade arbetsgivare, främst inom ståltillverkning. I oktober 2023 öppnades ett nytt stålverk för framställning av rostfritt stål.